# Boerhavia coccinea
Boerhavia coccinea är en underblomsväxtart som beskrevs av Philip Miller. Boerhavia coccinea ingår i släktet Boerhavia och familjen underblomsväxter.

## Underarter
Arten delas in i följande underarter:
- B. c. leiocarpa
- B. c. paniculata

## Bildgalleri

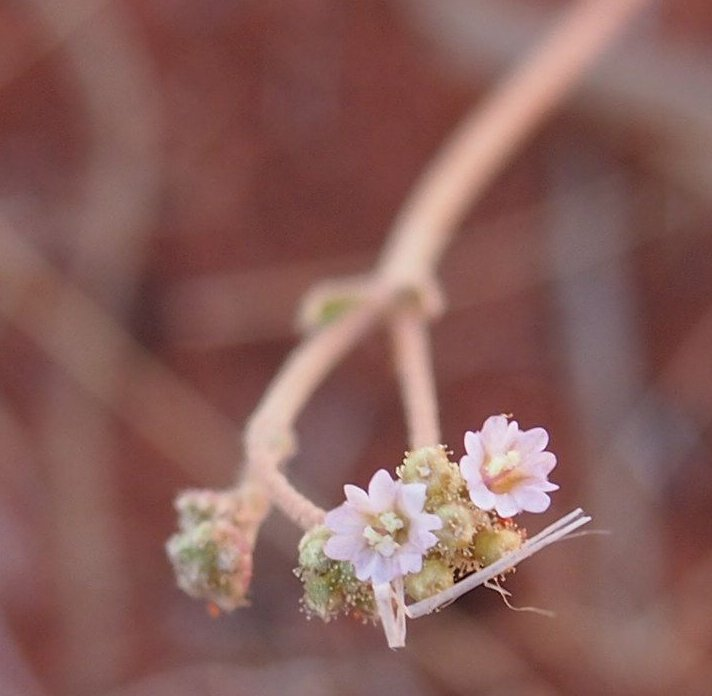